# Поляки в Казахстані
Поляки в Казахстані — одна з національних меншин Республіки Казахстан, частина польської діаспори в колишньому Радянському Союзі. 
Мало не половина казахстанських поляків проживає в Карагандинській області, ще 2500 — в Астані, 1200 — в Алмати, а решта розкидані по сільській місцевості.

## Історія

### Висилки та депортації
Першим поляком, який відвідав землі, де тепер Казахстан, був, імовірно, Бенедикт Поляк, відряджений у складі делегації Папи Римського Інокентія IV до кагана Монгольської імперії Ґуюка.
Переселення поляків у Казахстан, що мало здебільшого підневільний характер, почалося незабаром після того, як Казахське ханство підпало під владу росіян. Оскільки полонених учасників Листопадового повстання 1830—1831 рр. і Січневого повстання 1863—1865 рр., а також членів підпільних організацій відправляли на заслання углиб Російської імперії, в Середній Азії на час перепису населення Російської імперії 1897 року було вже 11 579 поляків, 90 відсотків яких становили чоловіки. Вони оселилися переважно в містах (близько 90%). На зламі ХІХ і ХХ століть у Казахстан спрямовувалася також економічна еміграція безземельного польського селянства з території Царства Польського. У 1906—1910 роках поодинокі селяни Келецької та Люблінської губерній переселилися углиб Російської імперії: в Оренбурзьку губернію, Акмолінську губернію, Ішимський край та в інші частини Західного Сибіру. Цьому значною мірою посприяла реформа Петра Столипіна.
За часів сталінізму, в 1930-х роках, поляки як усередині СРСР, так і поза його межами стали жертвами насильницького переміщення населення. Депортації відбувалися в 1936—1941 роках, тоді поляків розселяли в районах міст Акмолінськ, Кустанай, Кокчетав, Красноармійськ, Петропавловськ, у цих місцевостях виникали населені пункти з польськими назвами Калиновка, Вишньовка, Ясна Поляна, Зелений Гай, Константиновка. У Казахську РСР у 1930-х роках депортували із польських національних районів СРСР щонайменше 250 000 поляків, серед них не менш ніж 100 тис. не пережили на новому місці першої зими.
Після радянського вторгнення в Польщу ще 150 000 поляків було депортовано в Казахстан зі східних земель тодішньої Польської Республіки, 80% із них становили жінки та діти, оскільки дорослі чоловіки в їхній громаді зазвичай були відсутні через службу в армії. Після закінчення війни особам, які були польськими громадянами до 1 вересня 1939 р., дозволили репатріюватися в Польщу; однак не передбачалося, щоб раніше депортовані залишили Казахстан. Перепис населення СРСР 1970 року нарахував у Казахській РСР 61 400 поляків (0,5% її населення), радянський перепис 1979 року налічив 61 100 (0,4%), а перепис 1989 виявив 59 400 (0,4%). Проте польські вчені вважають ці числа заниженими через небажання поляків зазначати у своїх офіційних документах свою справжню національну належність та через відносну легкість зміни заявленої національності на іншу, наприклад, українську чи російську — вони оцінюють чисельність поляків у 100—400 тис.

### Пострадянська еміграція
З кінцем комуністичного правління в Польщі нова польська влада виявляла помітний політичний ентузіазм щодо сприяння репатріації представників польської діаспори. Однак до 1996 року не існувало офіційної системи контролю за міграцією етнічних поляків із Радянського Союзу в Польщу. За той час із Казахстану в Польщу приїхало приблизно 1500 поляків, часто за туристичними візами. Зазвичай вони одержували дозвіл на проживання, але лише деяким вдалося набути польського громадянства. Однак правові реформи в 1996 і потім у 1998 році врегулювали міграційні процедури, дозволивши оселитися в країні будь-якому етнічному поляку з-за кордону після отримання запрошення від підприємства чи організації. Потенційні емігранти повинні були подати заяву до польського консульства в Казахстані з документальним підтвердженням свого польського походження.
В академічному опитуванні 1996—1998 рр. поляки, які емігрували з Казахстану, називали низку причин свого виїзду, включаючи зниження у новій незалежній державі соціального статусу неказахськомовних, місцеву економічну кризу, яка призвела до того, що багато зарплат залишилися невиплаченими, та бажання уникнути служби в казахстанській армії. Деякі також зізнавалися опитувачам, що їхнім родичкам загрожувало викрадення нареченої.
У зв'язку з набутим у часи комуністичної влади досвідом ведення сільського господарства в колгоспах чимало поляків у Казахстані змогли отримати запрошення від сільських громад у Польщі, які сподівалися відродити ферми, що інакше були б продані німецьким емігрантам. Однак на практиці багато хто спеціалізувався лише на одному виді навичок, і їм бракувало обізнаності з іншими сторонами роботи фермерського господарства, яка б знадобилася їм у новому житті в Польщі. В інших випадках польські студенти приїжджали в Казахстан за грантами від Міністерства освіти Польщі (по 100 щороку), а пізніше запрошували членів своїх сімей приєднатися до них. Були також повідомлення про те, що люди з Польщі їздили в Казахстан та продавали запрошення за високою ціною. Кількість репатріантів може сягати 20 000, і це частково відображено зменшенням кількості поляків, засвідченої переписом населення в Казахстані.

## Віра
Перший у степах польський костел для вигнанців було відкрито 1844 року в Оренбурзі, інший відкрили в Омську 1862 року (обидва міста нині у складі Росії). До 1917 року паства церкви в Петропавловську зросла до 3000 вірян. У роки вигнання та асиміляції з радянсько-російським суспільством для багатьох поляків католицька віра була єдиним зв'язком із культурою предків.

## Міжнаціональні відносини
Поляки, як правило, розселялися в багатонаціональних районах Казахстану, де переважали поселенці та вигнанці багатьох інших національностей, а представників титульної казахської національності було мало. Досить поширеними були міжнаціональні шлюби між поляками та представниками інших європейських народів, тоді як одруження з представниками традиційно мусульманських національних груп були доволі рідкісними. Проведене 1993 року антропологічне дослідження з'ясувало, що поляки загалом сприймали казахів як ледачих, але доброзичливих і в цілому констатували, що міжнаціональні відносини були хорошими.

## Виноски
1. 1 2 3  Poujol, 2007, с. 92
2. ↑  Iglicka, 1998, с. 1001
3. ↑  Poujol, 2007, с. 93
4. ↑  Iglicka, 1998, с. 997—998
5. ↑  Apostoł Kazachstanu. niedziela.pl. Процитовано 28 грудня 2013.
6. ↑  Piasek w oczy. Kazachstan oczami Polaka. kulturaenter.nazwa.pl. wrzesień 2008. Процитовано 28 грудня 2013.
7. 1 2 3  Iglicka, 1998, с. 998—999
8. ↑  Alekseenko, 2001, с. 61
9. ↑  Iglicka, 1998, с. 1000—1001
10. ↑  Grzymala-Moszczynska, 2003, с. 189
11. ↑  Grzymala-Moszczynska, 2003, с. 189
12. ↑  Grzymala-Moszczynska, 2003, с. 192
13. ↑  Grzymala-Moszczynska, 2003, с. 194—195
14. ↑  Grzymala-Moszczynska, 2003, с. 195
15. ↑  Grzymala-Moszczynska, 2003, с. 194
16. ↑  Poujol, 2007, с. 94
17. ↑  Iglicka, 1998, с. 1003—1006

## Додаткова література
- Budakowska, Elżbieta (1992), Polacy w Kazachstanie – historia i wspoółczesność, Przegląd Polonijny, 18 (4): 5—37
- Ciesielski, Stanisław (1997), Polacy w Kazachstanie w latach 1940-1946: zesłańcy lat wojny, Wrocław: W Kolorach Tęczy, ISBN 978-83-901323-5-8, OCLC 37177038
- Groblewska, Celina (1996), Kazachstańscy Polacy, Polskie Towarzystwo Demograficzne, ISBN 978-83-901912-5-6, OCLC 37306509
- Kożlowski, Broniṡlaw Jan (2005), Polacy w Kazachstanie, Wybór dokumentów prawnych dotyczących mniejszości narodowych, Warszawa: Stowarzyszenie "Wspólnota Polska", ISBN 978-83-88416-26-2, OCLC 237229149